# Caro Michele
Caro Michele es una película italiana cómica de 1976 dirigida por Mario Monicelli. La película fue premiada en el Festival Internacional de Cine de Berlín de 1976, donde Monicelli ganó el Oso de Plata a la mejor dirección.

## Reparto
- Mariangela Melato como Mara Castorelli.
- Delphine Seyrig como Adriana Vivanti, la madre.
- Aurore Clément como Angelica Vivanti.
- Lou Castel como Osvaldo.
- Fabio Carpi como Fabio Colarosa.
- Marcella Michelangeli como Viola Vivanti.
- Alfonso Gatto como Vivanti, el padre.
- Eriprando Visconti como Filippo.
- Isa Danieli como Livia, la amiga de Mara.
- Renato Romano como Oreste, el esposo de Angelica.
- Giuliana Calandra como Ada, la esposa de Osvaldo.
- Costantino Carrozza como el esposo de Livia.
- Luca Dal Fabbro como Ray.
- Adriana Innocenti como Matilde, la hermanastra de Adriana.
- Loredana Martínez como la prima de Mar.
- Eleonora Morana como la sirvienta de Colarosa.
- Alfredo Pea como el hermanastro de Livia.
- Carlotta Wittig como la sirvienta de Angelica.

## Premios y reconocimientos

### Premio David de Donatello
| Año  | Categoría                 | Persona           | Resultado |
| ---- | ------------------------- | ----------------- | --------- |
| 1977 | Mejor actriz protagonista | Mariangela Melato | Ganadora  |

### Nastro d'argento
| Año  | Categoría                 | Persona           | Resultado |
| ---- | ------------------------- | ----------------- | --------- |
| 1977 | Mejor actriz protagonista | Mariangela Melato | Ganadora  |

### Festival de Berlín
| Año  | Categoría       | Persona         | Resultado |
| ---- | --------------- | --------------- | --------- |
| 1976 | Mejor dirección | Mario Monicelli | Ganador   |